# Terry Bozzio

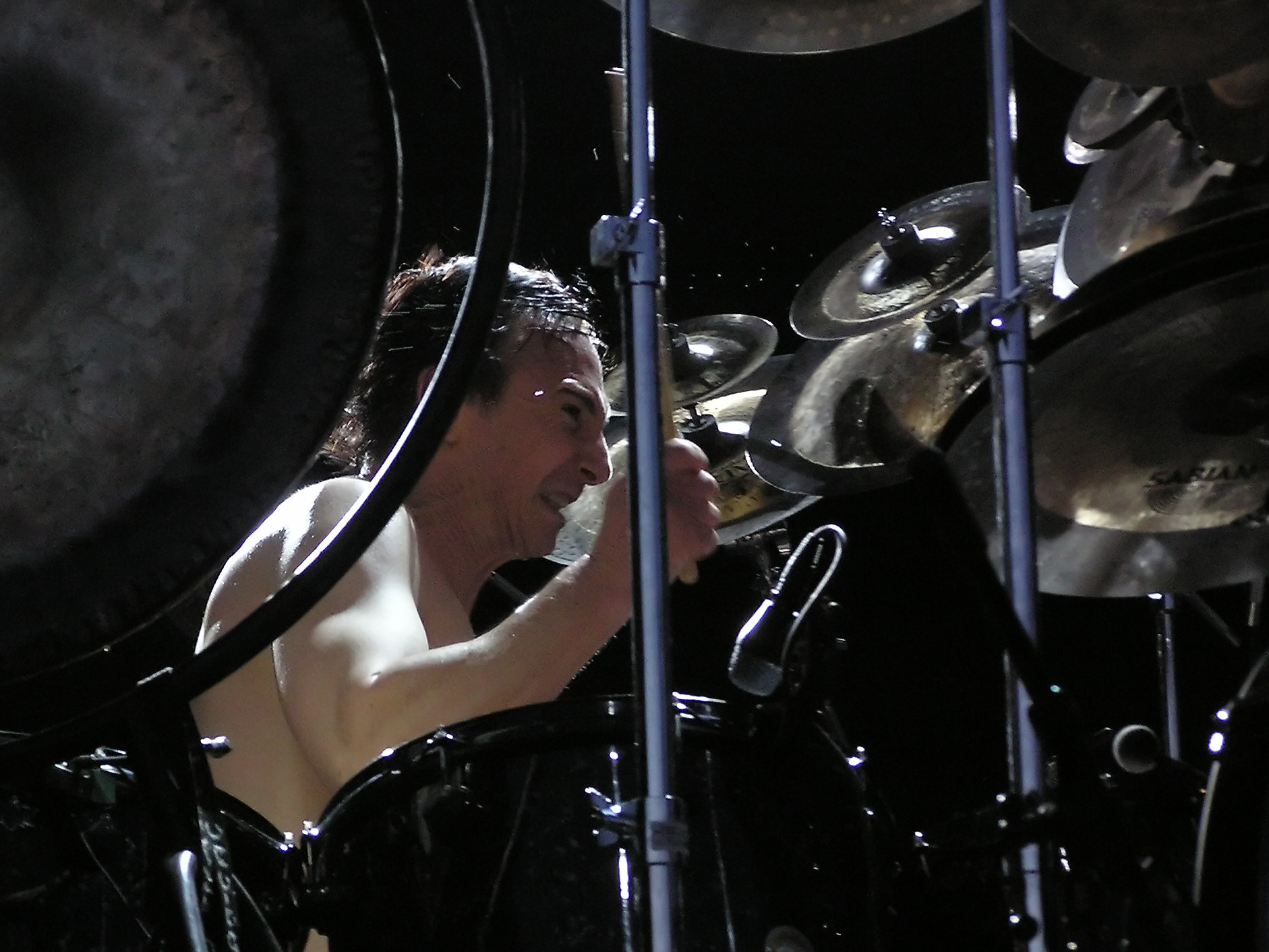
Terry Bozzio în 2005

Terry John Bozzio (n. 27 decembrie 1950, California, SUA) este un baterist american, cunoscut în special pentru activitatea cu Missing Persons⁠(d) și Frank Zappa.